# الجمهورية الكرواتية في البوسنة والهرسك
الجمهورية الكرواتية في البوسنة والهرسك (بالكرواتية: Hrvatska Republika Herceg-Bosna) كانت كيان جيوسياسي غير معترف به ودولة في طور التكوين في جمهورية البوسنة والهرسك. تم إعلانها في 18 نوفمبر 1991 تحت اسم الجمهورية الكرواتية في البوسنة والهرسك باعتبارها «وحدة سياسية وثقافية واقتصادية وإقليمية» في إقليم البوسنة والهرسك.
انضمت الجالية الكرواتية في بوسافينا البوسنية التي تم إعلانها في شمال البوسنة والهرسك في 12 نوفمبر 1991 إلى الجمهورية الكرواتية في البوسنة والهرسك في أكتوبر 1992. في حدودها المعلنة ضمت الجمهورية الكرواتية في البوسنة والهرسك حوالي 30٪ من البلاد ولكن لم يكن لديها سيطرة فعالة حيث فقدت جزء من أراضيها لصالح جيش جمهورية صرب البوسنة في بداية حرب البوسنة والهرسك. تشكلت القوات المسلحة في الجمهورية الكرواتية في البوسنة والهرسك في مجلس الدفاع الكرواتي في 8 أبريل 1992 وقاتلت في البداية في تحالف مع جيش جمهورية البوسنة والهرسك. تدهورت العلاقات بينهما في أواخر عام 1992 مما أدى إلى الحرب الكرواتية البوسنية.
أعلنت المحكمة الدستورية لجمهورية البوسنة والهرسك أن الجمهورية الكرواتية في البوسنة والهرسك غير دستورية في 14 سبتمبر 1992. اعترفت الجمهورية الكرواتية في البوسنة والهرسك رسميا بحكومة جمهورية البوسنة والهرسك وعملت كدولة داخل دولة بينما دعا البعض في قيادتها إلى انفصال الكيان وتوحيده مع كرواتيا.
في 28 أغسطس 1993 تم إعلان الجمهورية الكرواتية في البوسنة والهرسك جمهورية بعد اقتراح خطة أوين-ستولتنبرغ التي تصور البوسنة والهرسك كاتحاد من ثلاث جمهوريات. كانت عاصمتها موستار التي كانت آنذاك منطقة حرب وكان مركز التحكم الفعال في غرودة. في مارس 1994 تم التوقيع على اتفاقية واشنطن التي أنهت الصراع بين الكروات والبوشناق. بموجب الاتفاقية كان من المقرر أن تنضم الجمهورية الكرواتية في البوسنة والهرسك إلى اتحاد البوسنة والهرسك لكنها استمرت في الوجود حتى تم إلغاؤها رسميا في عام 1996.

## أصل التسمية

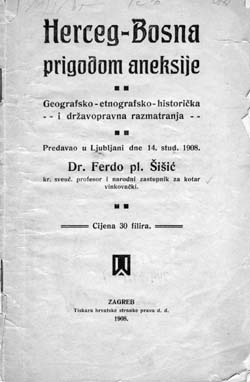
كتاب فريدو شيشي من عام 1908 بعنوان هرسك البوسنة.

ظهر مصطلح هرسك البوسنة في أواخر القرن التاسع عشر واستخدم كمرادف للبوسنة والهرسك دون دلالات سياسية. غالبا ما تم العثور عليه في القصائد الشعبية كاسم أكثر شعريا للبوسنة والهرسك. أحد أقدم الإشارات لهذا المصطلح كان للكاتب الكرواتي إيفان زوفكو في كتابه الصادر عام 1899 بعنوان «الكرواتية في تقاليد وعادات هرسك البوسنة». استخدم المؤرخ الكرواتي فيردو شيشيتش هذا المصطلح في كتابه 1908 «هرسك البوسنة بمناسبة الضم». في النصف الأول من القرن العشرين استخدم مؤرخون مثل هامديا كريشيفلياكوفيتش ودومينيك مانديتش والسياسيون الكرواتيون فلادكو ماتشيك وملادن لوركوفيتش اسم هرسك البوسنة. انخفض استخدامه في النصف الثاني من القرن العشرين حتى عام 1991 وإعلان الجمهورية الكرواتية في البوسنة والهرسك. منذ التسعينيات تم استخدامه كاسم لوحدة إقليمية كرواتية في البوسنة والهرسك.
بعد توقيع اتفاقية واشنطن في مارس 1994 وإنشاء اتحاد البوسنة والهرسك أطلق على أحد كانتوناته اسم «هرسك البوسنة». في عام 1997 أعلنت المحكمة الدستورية لاتحاد البوسنة والهرسك أن هذا الاسم غير دستوري وأعيد تسميته رسميا باسم «كانتون 10».

## الخلفية

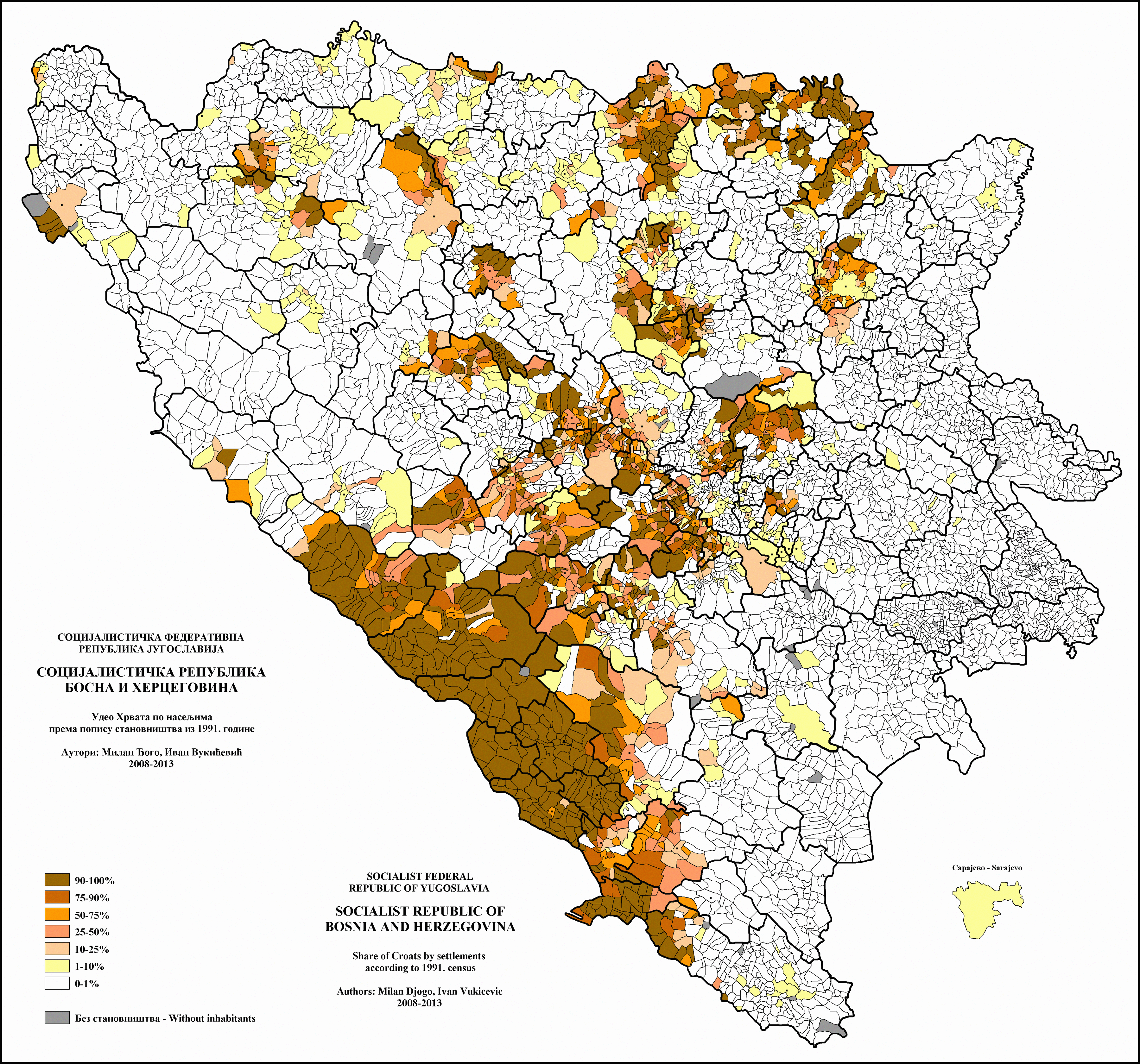
نصيب الكروات في البوسنة والهرسك عام 1991.

في أوائل عام 1991 عقب المؤتمر الاستثنائي الرابع عشر للحزب الشيوعي اليوغوسلافي بدأ زعماء جمهوريات يوغوسلافيا الست سلسلة من الاجتماعات لحل الأزمة في يوغوسلافيا. فضلت القيادة الصربية الحل الفيدرالي بينما فضلت القيادة الكرواتية والسلوفينية تحالف الدول ذات السيادة. اقترح علي عزت بيغوفيتش اتحادا غير متكافئ في 22 فبراير حيث ستحافظ سلوفينيا وكرواتيا على علاقات فضفاضة مع الجمهوريات الأربع المتبقية. بعد ذلك بوقت قصير غير موقفه واختار البوسنة والهرسك ذات السيادة كشرط مسبق لمثل هذا الاتحاد. في 25 مارس 1991 التقى الرئيس الكرواتي فرانيو تودجمان بالرئيس الصربي سلوبودان ميلوسيفيتش في كاراتشورشيفو بزعم مناقشة تقسيم البوسنة والهرسك. في 6 يونيو اقترح عزت بيغوفيتش والرئيس المقدوني كيرو غليغوروف قيام اتحاد كونفدرالي ضعيف بين كرواتيا وسلوفينيا واتحاد الجمهوريات الأربع الأخرى وهو ما رفضه ميلوسيفيتش.
في 13 يوليو اقترحت حكومة هولندا الدولة التي تترأس المجموعة الأوروبية آنذاك على دول الاتحاد الأوروبي الأخرى إمكانية استكشاف إمكانية إجراء تغييرات متفق عليها على حدود جمهوريات يوغوسلافيا ولكن تم رفض الاقتراح من قبل أعضاء آخرين. في يوليو 1991 رادوفان كاراديتش رئيس جمهورية صرب البوسنة التي نصبت نفسها بنفسها ومحمد فيليبوفيتش نائب رئيس منظمة البشناق الإسلامية صاغا اتفاقية بين الصرب والبوشناق والتي من شأنها أن تترك البوسنة في اتحاد دولة مع صربيا والجبل الأسود. شجب الاتحاد الديمقراطي الكرواتي والحزب الديمقراطي الاجتماعي للبوسنة والهرسك الاتفاقية واصفين إياها بأنها معاهدة مناهضة للكروات وخيانة. على الرغم من ترحيبه بالمبادرة في البداية رفض عزت بيغوفيتش أيضا الاتفاقية.
من يوليو 1991 إلى يناير 1992 أثناء حرب الاستقلال الكرواتية استخدم جيش يوغوسلافيا الشعبي والقوات شبه العسكرية الصربية الأراضي البوسنية لشن هجمات على كرواتيا. ساعدت الحكومة الكرواتية في تسليح الكروات والبوشناق في البوسنة والهرسك متوقعة أن تنتشر الحرب هناك. بحلول أواخر عام 1991 تم تجنيد حوالي 20.000 من الكروات في البوسنة والهرسك معظمهم من منطقة الهرسك في الحرس الوطني الكرواتي. خلال الحرب في كرواتيا أعلن الرئيس البوسني علي عزت بيغوفيتش الحياد في خطاب تلفزيوني مشيرا إلى أن «هذه ليست حربنا» وأن حكومة سراييفو لم تتخذ إجراءات دفاعية ضد هجوم محتمل من جانب صرب البوسنة وجيش يوغوسلافيا الشعبي. وافق عزت بيغوفيتش على نزع سلاح قوات الدفاع الإقليمي الحالية بناء على طلب جيش يوغوسلافيا الشعبي. تم تحدي ذلك من قبل كروات البوسنة والهرسك والمنظمات البوسنية التي سيطرت على العديد من منشآت وأسلحة الدفاع الإقليمي.

## التاريخ

### التأسيس

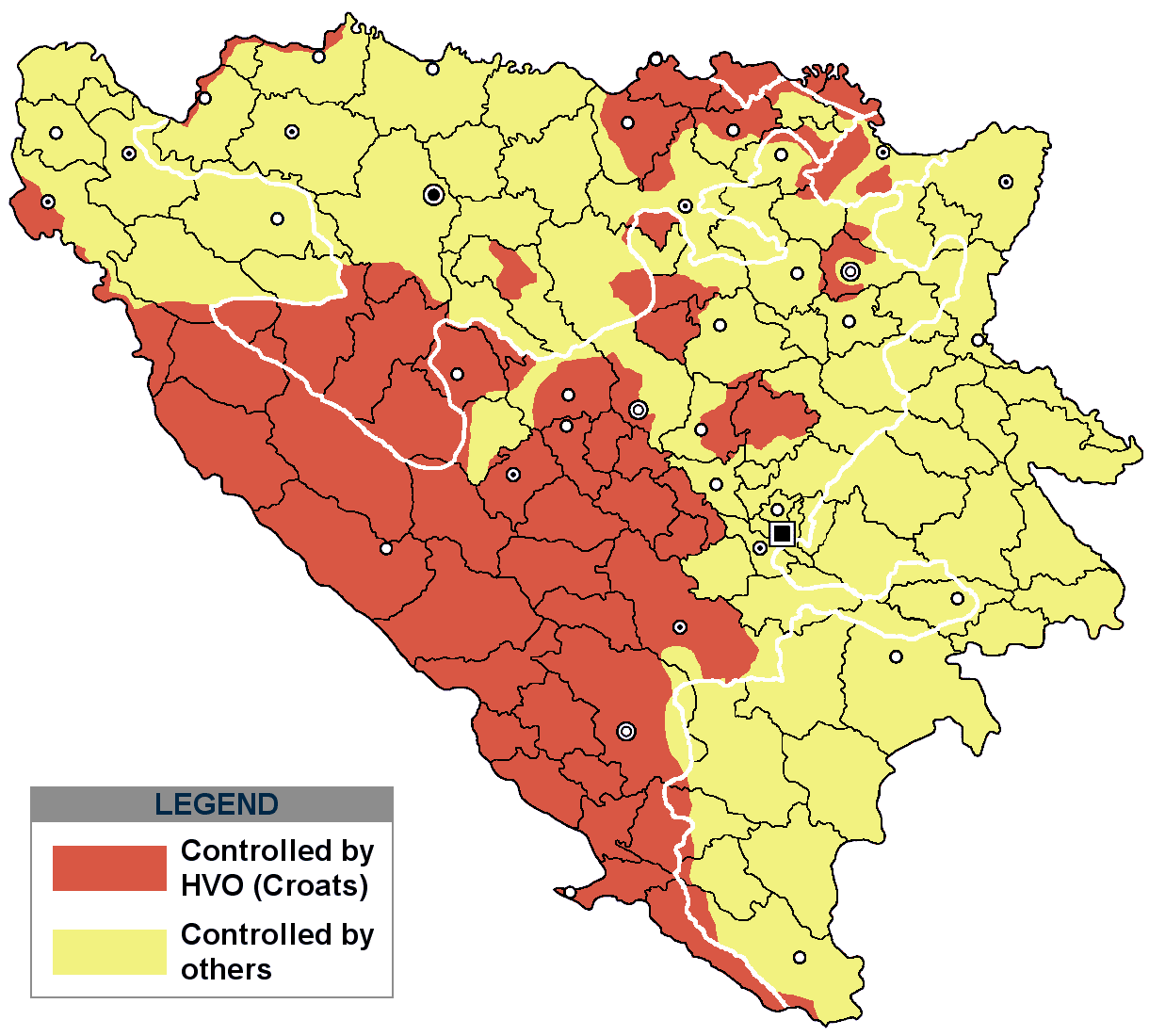
هرسك البوسنة في أقصى اتساعها.

في أكتوبر 1991 تعرضت قرية رافنو الكرواتية في الهرسك للهجوم والتدمير من قبل قوات جيش يوغوسلافيا الشعبي قبل أن تتجه جنوبا نحو دوبروفنيك المحاصرة. كانت هذه أولى الإصابات الكرواتية في البوسنة والهرسك. ولم يرد عزت بيغوفيتش على الهجوم على رافنو. أبدت قيادة البوسنة والهرسك في البداية استعدادها للبقاء في يوغوسلافيا لكنها دعت فيما بعد إلى توحيد البوسنة والهرسك.
في 12 نوفمبر 1991 في اجتماع ترأسه داريو كورديتش وماتي بوبان توصل قادة الحزب المحلي في اتحاد البوسنة والهرسك إلى اتفاق بشأن اتباع سياسة تحقيق «حلم قديم، دولة كرواتية مشتركة» وقرروا إعلان يجب أن تكون بانوفينا الكرواتية في البوسنة والهرسك «المرحلة الأولية المؤدية نحو الحل النهائي للمسألة الكرواتية وإنشاء كرواتيا ذات السيادة داخل حدودها العرقية والتاريخية [...]».وفي نفس اليوم تم إعلان المجتمع الكرواتي في بوسافينا البوسنية في بلديات شمال غرب البوسنة في بوسانسكي برود.
في 18 نوفمبر تم إنشاء الجمهورية الكرواتية في البوسنة والهرسك المستقلة وادعت أنه ليس لديها هدف الانفصال وأنها ستخدم «أساسا قانونيا للإدارة الذاتية المحلية». نص قرار تشكيلها على أن الجماعة «ستحترم الحكومة المنتخبة ديمقراطيا لجمهورية البوسنة والهرسك طالما يوجد استقلال دولة البوسنة والهرسك فيما يتعلق بيوغوسلافيا السابقة أو أي دولة أخرى». تم اختيار بوبان كرئيس لها. صرح أحد مستشاري بوبان أن الجمهورية الكرواتية في البوسنة والهرسك كان مجرد إجراء مؤقت وأن المنطقة بأكملها ستكون في النهاية جزءا لا يتجزأ من البوسنة والهرسك. منذ نشأتها عقدت قيادة الجمهورية الكرواتية في البوسنة والهرسك ومجلس الدفاع الكرواتي علاقات وثيقة مع الحكومة الكرواتية والجيش الكرواتي. في جلسة لمجلس الدولة الأعلى في كرواتيا قال تودجمان إن إنشاء الجمهورية الكرواتية في البوسنة والهرسك لم يكن قرارا للانفصال عن البوسنة والهرسك. في 23 نوفمبر أعلنت الحكومة البوسنية عدم شرعية الجمهورية الكرواتية في البوسنة والهرسك.
في 27 ديسمبر 1991 عقدت قيادة الاتحاد الديمقراطي الكرواتي لكرواتيا والاتحاد الديمقراطي الكرواتي للبوسنة والهرسك اجتماعا في زغرب برئاسة تودجمان. ناقشوا مستقبل البوسنة والهرسك واختلافهم في الرأي حوله ووضع إستراتيجية سياسية كرواتية. فضل ستيفان كيويتش أن يبقى الكروات داخل البوسنة والهرسك بينما قال بوبان إنه في حالة تفكك البوسنة والهرسك يجب إعلان الجمهورية الكرواتية في البوسنة والهرسك إقليما كرواتيا مستقلا «والتي ستنضم إلى دولة كرواتيا ولكن فقط في الوقت الذي يتم فيه تفكك البوسنة والهرسك. القيادة الكرواتية [...] ينبغي أن تقرر». ادعى كورديتش نائب رئيس الجمهورية الكرواتية في البوسنة والهرسك أن روح الكروات في الجمهورية الكرواتية في البوسنة والهرسك قد ازدادت قوة منذ إعلانها وأن الكروات في منطقة ترافنيك مستعدون لأن يصبحوا جزءا من دولة كرواتيا «بأي ثمن [.. .] أي خيار آخر سيعتبر خيانة باستثناء الترسيم الواضح للأراضي الكرواتية في أراضي الجمهورية الكرواتية في البوسنة والهرسك». وأوصى بأن تكون السياسة الكرواتية هي «دعم السيادة [للبوسنة والهرسك] إلى أن يحين الوقت الذي لم يعد يناسب كرواتيا». وأن ممثلي البوسنة والهرسك لا يؤمنون بها ويرغبون في البقاء في يوغوسلافيا واعتقدوا أن مثل هذه السياسة من شأنها تجنب الحرب. أعلن تودجمان «لقد حان الوقت لأن ننتهز الفرصة لتجميع الشعب الكرواتي داخل أوسع حدود ممكنة».

### حرب البوسنة والهرسك

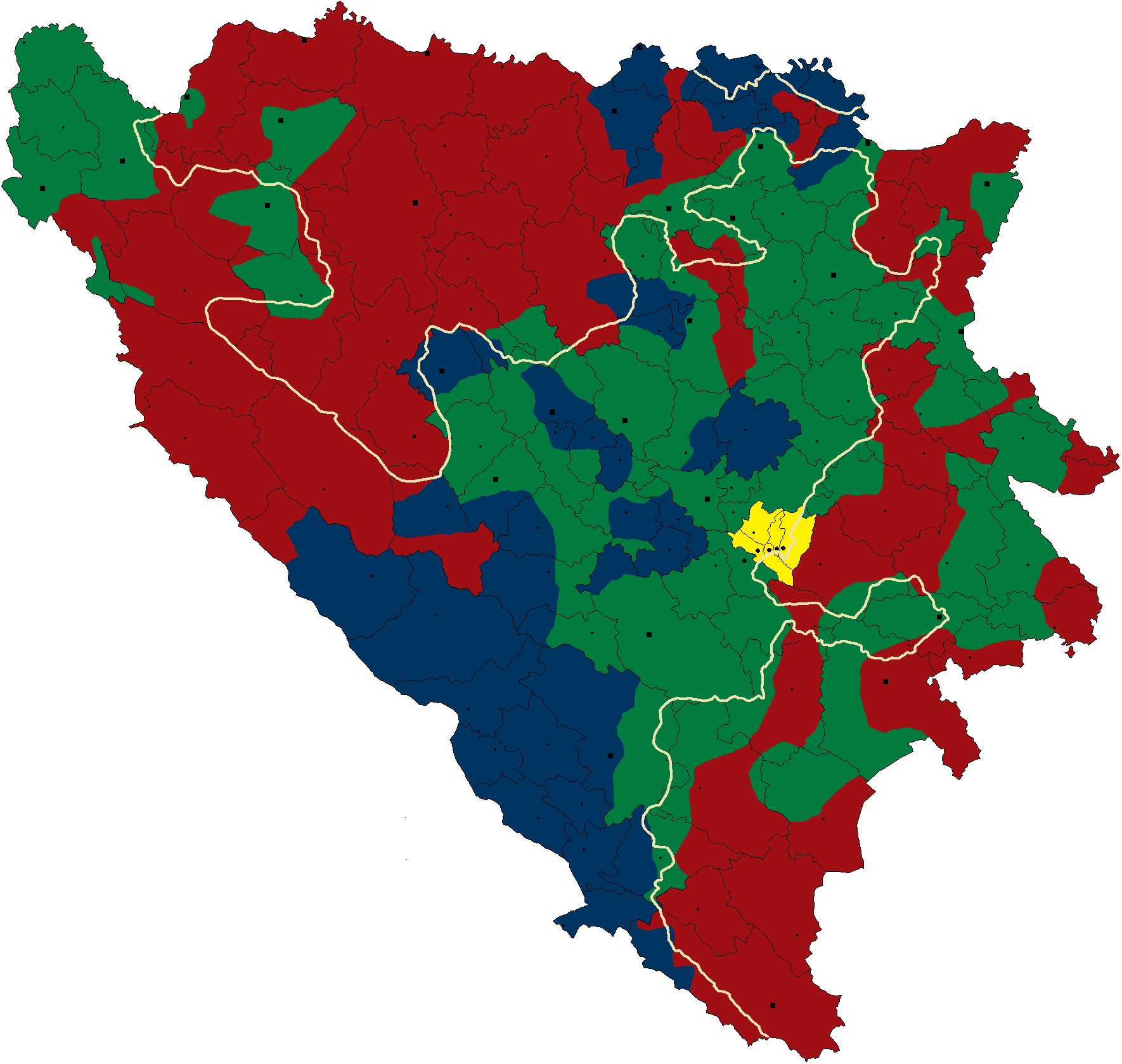
خطة كارينغتون-كتيليرو في أوائل عام 1992. تظهر الكانتونات الصربية باللون الأحمر والكانتونات البوسنية موضحة باللون الأخضر والكانتونات الكرواتية موضحة باللون الأزرق.

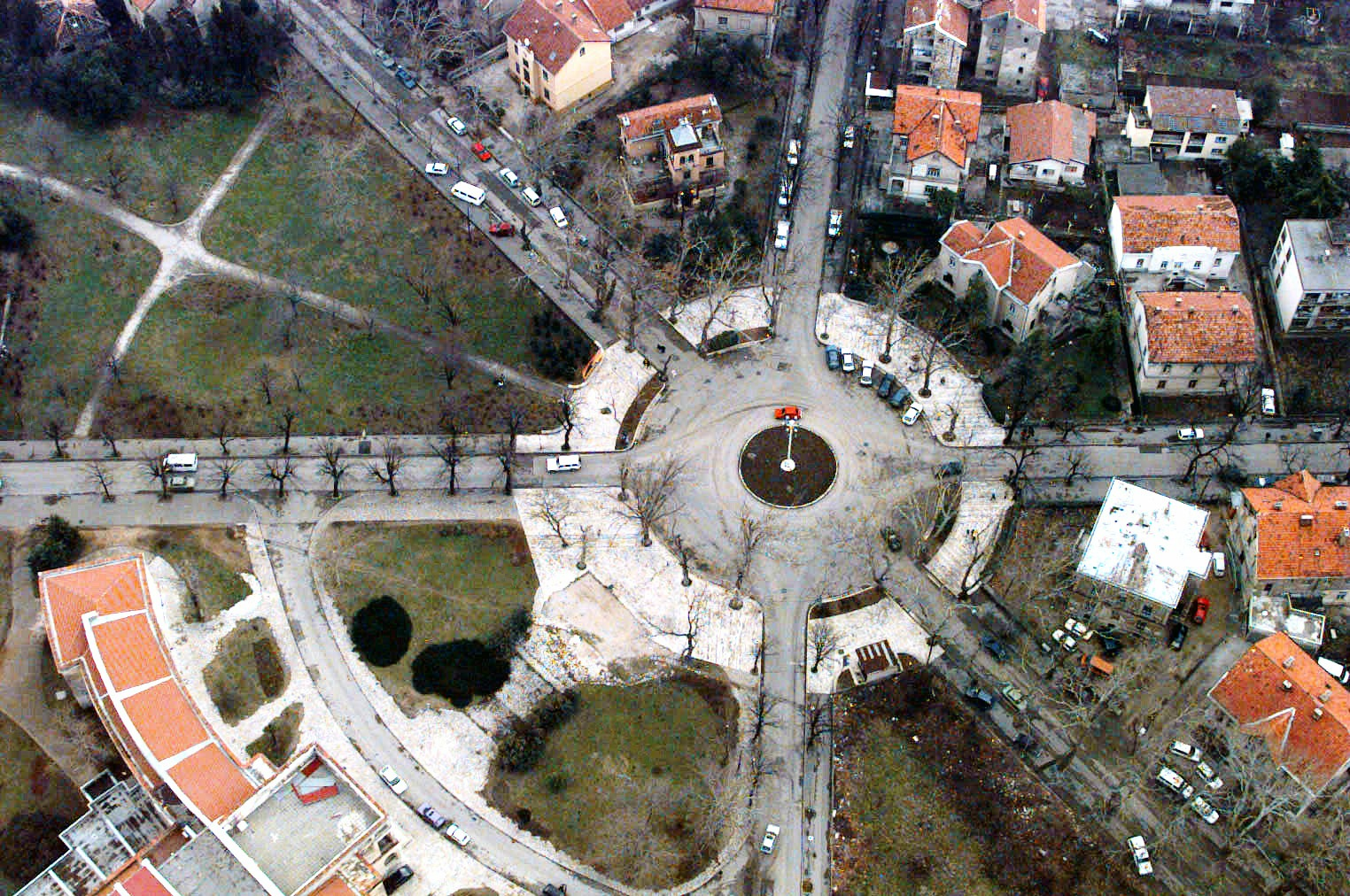
صورة جوية لساحة النبلاء الكرواتية في موستار بعد الحرب حيث كانت تقع حكومة الجمهورية الكرواتية في البوسنة والهرسك.

بين 29 فبراير و 1 مارس 1992 تم إجراء استفتاء على الاستقلال في جمهورية البوسنة والهرسك الاشتراكية. كان سؤال الاستفتاء هو: «هل تؤيد دولة البوسنة والهرسك المستقلة ذات السيادة ودولة المواطنين والأمم المتساوية من المسلمين والصرب والكروات وغيرهم ممن يعيشون فيها؟» أيد الناخبون البوشناق والكروات الاستقلال بينما قاطع الصرب الاستفتاء إلى حد كبير. بلغ إجمالي إقبال الناخبين 63.6٪ منهم 99.7٪ صوتوا لصالح استقلال البوسنة والهرسك.
في 8 أبريل 1992 تم تشكيل مجلس الدفاع الكرواتي وكان الجيش الرسمي للجمهورية الكرواتية في البوسنة والهرسك. كما انضم عدد كبير من البوسنيين إلى مجلس الدفاع الكرواتي ويشكلون ما بين 20 و 30 بالمائة من الجيش. تم رؤية الأساس المنطقي القانوني لتشكيل مجلس الدفاع الكرواتي في قوانين يوغوسلافيا التي سمحت للمواطنين بتنظيم دفاعهم عن النفس عندما كانت حكومتهم غير قادرة أو غير راغبة في الدفاع عنهم. قال بوبان أن مجلس الدفاع الكرواتي تم تشكيله لأن «13 قرية كرواتية في بلدية تريبيني - بما في ذلك رافنو - تم تدميرها ولم تفعل الحكومة البوسنية شيئا بعد ذلك».
في بداية الحرب تم تشكيل تحالف كرواتي بوسني ولكن مع مرور الوقت كان هناك انهيارات ملحوظة بسبب التوترات المتزايدة وانعدام الثقة المتبادلة حيث أجرى كل من الجانبين مناقشات منفصلة مع الصرب وسرعان ما ظهرت شكاوى من كلا الجانبين ضد الآخر. عاصمة الجمهورية الكرواتية في البوسنة والهرسك موستار حاصرها جيش يوغوسلافيا الشعبي ولاحقا جيش جمهورية صرب البوسنة من أبريل 1992. في أواخر مايو شن مجلس الدفاع الكرواتي هجوما مضادا وبعد أكثر من شهر من القتال تمكن من قمع قوات جيش جمهورية صرب البوسنة من موستار والمنطقة المحيطة بها.
عرضت القيادة الكرواتية وقيادة الجمهورية الكرواتية في البوسنة والهرسك على عزت بيغوفيتش اتحادا كونفدراليا لكرواتيا والبوسنة والهرسك لكن عزت بيغوفيتش رفض ذلك. في 3 يوليو 1992 تم إعلان الجمهورية الكرواتية في البوسنة والهرسك رسميا في تعديل للقرار الأصلي من نوفمبر 1991. واعتمدت الدينار الكرواتي عملة لها واعتمدت الكرواتية كلغة رسمية. كان لها منهجها المدرسي ونظام الحكم المحلي. وشهد في الديباجة:
في 21 يوليو 1992 تم التوقيع على اتفاقية الصداقة والتعاون بين البوسنة والهرسك وكرواتيا من قبل علي عزت بيغوفيتش وفرانيو تودجمان لتأسيس تعاون عسكري بين القوات البوسنية والكرواتية. على الرغم من أنه لم يكن متناغما في كثير من الأحيان إلا أنه أدى إلى الاستقرار التدريجي للدفاع في البوسنة والهرسك. تم إرسال أسلحة للجيش البوسني عبر كرواتيا على الرغم من حظر الأسلحة. في جلسة عقدت في 6 أغسطس وافقت الرئاسة البوسنية على مجلس الدفاع الكرواتي كجزء لا يتجزأ من القوات المسلحة البوسنية.
في 14 سبتمبر 1992 أعلنت المحكمة الدستورية للبوسنة والهرسك أن إعلان الجمهورية الكرواتية في البوسنة والهرسك غير دستوري. الجالية الكرواتية في بوسافينا البوسنية انضمت رسميا إلى الجمهورية الكرواتية في البوسنة والهرسك في أكتوبر 1992. خلال أواخر عام 1992 زادت التوترات بين الكروات والبوشناق وفي أوائل عام 1993 تصاعدت الحرب الكرواتية البوسنية. انتشرت الاشتباكات في وسط البوسنة والهرسك ولا سيما في وادي لاشفا. في غضون شهرين كان معظم وسط البوسنة والهرسك تحت سيطرة جيش جمهورية البوسنة والهرسك.
في أواخر يوليو 1993 اقترح وسطاء الأمم المتحدة ثورفالد ستولتنبرغ وديفيد أوين خطة أوين-ستولتنبرغ التي من شأنها تنظيم البوسنة والهرسك في اتحاد من ثلاث جمهوريات عرقية. سيحصل الصرب على 53 في المائة من الأراضي وسيحصل البوشناق على 30 في المائة والكروات على 17 في المائة. وافق الكروات على الاقتراح على الرغم من أن لديهم بعض الاعتراضات فيما يتعلق بالحدود المقترحة. كما وافق الصرب على الاقتراح في حين رفض الجانب البوسني الخطة وطالب الصرب بأراضي في شرق وغرب البوسنة والهرسك والوصول إلى البحر الأدرياتيكي من الكروات. في 28 أغسطس وفقا لاقتراح أوين-ستولتنبرغ للسلام تم إعلان الجمهورية الكرواتية في البوسنة والهرسك في غرود «جمهورية الكروات في البوسنة والهرسك». ومع ذلك لم تعترف بها الحكومة البوسنية.

### اتفاقية واشنطن
في 26 فبراير 1994 بدأت المحادثات في واشنطن العاصمة بين قادة الحكومة البوسنية ومات غرانيتش وزير الخارجية الكرواتي لمناقشة احتمالات وقف إطلاق نار دائم واتحاد كونفدرالي للمناطق البوسنية والكرواتية. بحلول هذا الوقت انخفضت مساحة البوسنة والهرسك التي يسيطر عليها مجلس الدفاع الكرواتي من 20 في المائة إلى 10 في المائة. تمت الإطاحة بالمتشددين بوبان ومجلس الدفاع الكرواتي من السلطة بينما تم فصل «العناصر الإجرامية» من جيش جمهورية البوسنة والهرسك. تحت ضغط أمريكي قوي تم التوصل إلى اتفاق مؤقت بشأن اتحاد كرواتي بوسني في واشنطن في 1 مارس. في 18 مارس في احتفال استضافه الرئيس الأمريكي بيل كلينتون وقع رئيس الوزراء البوسني حارث سيلايديتش ووزير الخارجية الكرواتي مات غرانيتش ورئيس الجمهورية الكرواتية في البوسنة والهرسك كريسيمير زوباك اتفاق وقف إطلاق النار. ووقع الاتفاق أيضا الرئيس البوسني علي عزت بيغوفيتش والرئيس الكرواتي فرانيو تودجمان. بموجب هذا الاتفاق تم تقسيم الأراضي المشتركة التي تحتلها القوات الحكومية الكرواتية والبوسنية إلى عشرة كانتونات تتمتع بالحكم الذاتي. أنهت بشكل فعال الحرب الكرواتية البوسنية.

### فيما بعد

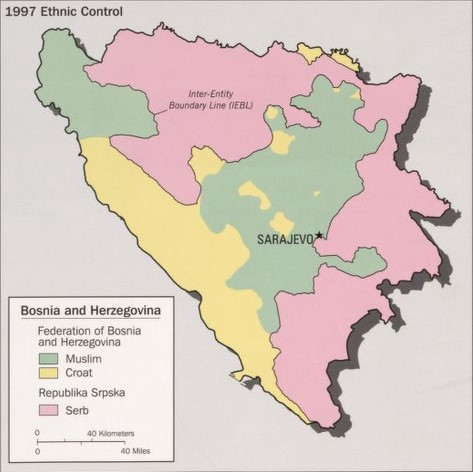
الأجزاء التي يسيطر عليها الكروات والبوشناق من الاتحاد في عام 1997.

في نوفمبر 1995 تم التوقيع على اتفاقية دايتون من قبل رؤساء كرواتيا والبوسنة والهرسك وصربيا التي أنهت حرب البوسنة والهرسك. تم تعريف اتحاد البوسنة والهرسك كواحد من كيانين في البوسنة والهرسك ويشكل 51٪ من الأراضي. وتشكل جمهورية صرب البوسنة نسبة 49 في المائة المتبقية. ومع ذلك كانت هناك مشاكل في تنفيذه بسبب تفسيرات مختلفة للاتفاقية. كان من المقرر إنشاء جيش اتحاد البوسنة والهرسك من خلال دمج وحدات من جيش جمهورية البوسنة والهرسك ومجلس الدفاع الكرواتي على الرغم من أن هذه العملية كانت غير فعالة إلى حد كبير. تم تقسيم الاتحاد إلى 10 كانتونات. وكان الكروات يشكلون أغلبية في ثلاثة منهم والبوشناق في خمسة. كان اثنان من الكانتونات مختلطة عرقيا وفي البلديات التي تم تقسيمها خلال الحرب ظلت الإدارات المحلية الموازية. كان من المقرر أن تبدأ عودة اللاجئين في تلك الكانتونات. نصت الاتفاقية على إلغاء الجمهورية الكرواتية في البوسنة والهرسك في غضون أسبوعين.
الاتحاد كان موجود على الورق فقط وفشل في العمل كحكومة عاملة على الرغم من ضغوط واشنطن ومع الرئيسين تودجمان وعزت بيغوفيتش مؤكدين أن السياسيين الكروات والبوشناق سينضمون معا في الحكومة الجديدة. في 14 أغسطس 1996 تم الاتفاق على إلغاء الجمهورية الكرواتية في البوسنة والهرسك رسميا بحلول نهاية ذلك الشهر. في 24 مايو 1997 تأسست جمعية الجمهورية الكرواتية الجديدة في البوسنة والهرسك في نيوم كمؤسسة رئيسية للكروات في البلاد.
وفقًا لتقرير عام 1999 الصادر عن مبادرة الاستقرار الأوروبي استمرت منظمات الجمهورية الكرواتية في البوسنة والهرسك في العمل وعملت حكومة موازية على توسيع استقلالية مؤسساتها المالية. زعم قادة الاتحاد الديمقراطي الكرواتي أن «جانب الجمهورية الكرواتية في البوسنة والهرسك لا يمكنه قبول نظام مالي مشترك لأن مثل هذا النظام لم يسمح لكروات البوسنة والهرسك بتمويل جيشهم ومتابعة التزاماتهم الاجتماعية على المدى الطويل». أنظمة الموازنة الموازية في الجمهورية الكرواتية في البوسنة والهرسك تجمع الإيرادات من الكانتونات الخاضعة للسيطرة الكرواتية. يتحكم مكتب مدفوعات الجمهورية الكرواتية في البوسنة والهرسك في النشاط الاقتصادي الكرواتي وهناك مرافق عامة كرواتية منفصلة وخدمات اجتماعية وصناديق التأمين الاجتماعي وإدارات الغابات. يتم الحفاظ على نظام تعليمي منفصل مع مناهج وكتب مدرسية للجمهورية الكرواتية في البوسنة والهرسك من كرواتيا. وفقا للتقرير استمرت الجمهورية الكرواتية في البوسنة والهرسك في تلقي الدعم المالي من كرواتيا وخاصة وزارة الدفاع. يتم دعم أنظمة التقاعد والتعليم ورواتب السياسيين وضباط الجيش الكروات من قبل الحكومة الكرواتية. خلص تقرير لمنظمة الأمن والتعاون في أوروبا بعد عامين من نهاية الحرب إلى أن الجمهورية الكرواتية في البوسنة والهرسك أصبحت «من جميع النواحي من الشؤون العسكرية والأمنية إلى العلاقات التجارية جزءا من كرواتيا».

## المساحة والسكان

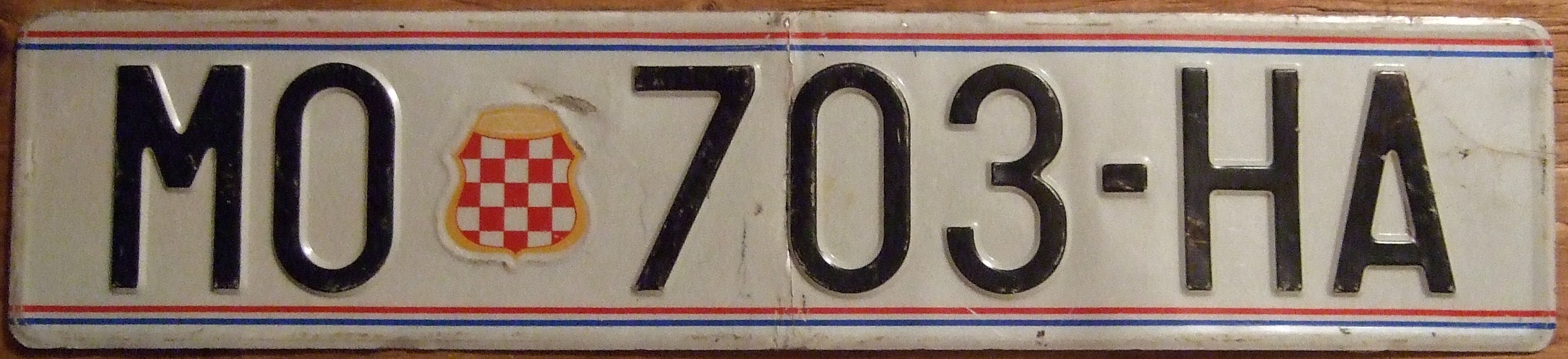
لوحة ترخيص موستار مع شعار للجمهورية الكرواتية في البوسنة والهرسك.

امتدت المجتمعات الكرواتية لبوسافينا البوسنية والجمهورية الكرواتية في البوسنة والهرسك داخل حدودها المعلنة في نوفمبر 1991 إلى حوالي 30٪ من البوسنة والهرسك. وفقا لتعداد عام 1991 كان هناك 1.238512 نسمة في تلك المنطقة من الأعراق على النحو التالي.
- الكروات - 556274 (44.91٪)
- البوشناق - 398.092 (32.14٪)
- الصرب - 203,612 (16.44٪)
- اليوغسلافيون - 56.092 (4.53٪)
- أخرى - 24505 (1.98٪)

خلال المفاوضات الأولية التي نظمها المجتمع الدولي دعا الجانب الكرواتي إلى إنشاء وحدة وطنية كرواتية في حوالي 30٪ من البوسنة والهرسك - تم تغيير حدود المجتمعات الكرواتية قليلا ولكن مع الجيوب الكرواتية حول سيبي وبانيا لوكا وبريدور.
تم تنفيذ هذا النهج المتطرف من أجل وضع أفضل أثناء المفاوضات مما سيقلل حتما من المطالب المفرطة إلى التصور الأمثل لوحدة كرواتية. استنادا إلى تصريحات لاحقة لمسؤولين كبار في الجمهورية الكرواتية في البوسنة والهرسك كان النطاق الأمثل لوحدة إقليمية كرواتية داخل حدود بانوفينا الكرواتية عام 1939 وبالتالي استبعاد مناطق الأغلبية البوسنية والصربية في ضواحي الجمهورية الكرواتية في البوسنة والهرسك. ستشمل تلك الحدود حوالي 26٪ من البوسنة والهرسك. التركيب العرقي لهذه المنطقة في عام 1991 كان:
- الكروات - 514228 (50.94٪)
- البوشناق - 291232 (28.85٪)
- الصرب - 141805 (14.05٪)
- يوغوسلافيا - 44.043 (4.36٪)
- أخرى - 18191 (1.80٪)

في بداية الحرب سيطرت قوات جيش يوغوسلافيا الشعبي وجيش جمهورية صرب البوسنة على مناطق ذات الأغلبية الصربية التي أعلنت أنها جزء من الجمهورية الكرواتية في البوسنة والهرسك. بحلول أواخر عام 1992 خسرت الجمهورية الكرواتية في البوسنة والهرسك كوبرس ومعظم بوسافينا البوسنية ويايتشي أمام جيش جمهورية صرب البوسنة. أصبحت الأراضي الواقعة تحت سلطة الجمهورية الكرواتية في البوسنة والهرسك مقتصرة على المناطق العرقية الكرواتية في حوالي 16٪ من البوسنة والهرسك. أدى وصول اللاجئين البوسنيين من المناطق التي استولى عليها جيش جمهورية صرب البوسنة إلى الأجزاء التي يسيطر عليها مجلس الدفاع الكرواتي في وسط البوسنة وموستار إلى تغيير الهيكل العرقي وخفض حصة الكروات.

## الاقتصاد
في أواخر الثمانينيات وأوائل التسعينيات كانت جمهورية البوسنة والهرسك الاشتراكية أفقر جمهورية في جمهورية يوغوسلافيا الاتحادية الاشتراكية إلى جانب جمهورية مقدونيا الاشتراكية. كانت البنية التحتية والصناعة متطورة بشكل سيئ. تلاشى اقتصاد البوسنة والهرسك تماما خلال حرب البوسنة والهرسك. العديد من الشركات التي كانت ناجحة قبل الحرب تعرضت للسرقة والتدمير في بداية الحرب. لم يكن هناك نشاط اقتصادي بسبب الحروب اليوغوسلافية. تقلص الإنتاج الزراعي وكانت البنية التحتية للمرور في حالة انهيار وكانت أعمال البناء شبه معدومة وكانت البطالة مرتفعة للغاية. نتيجة للحروب بين عامي 1992 و 1995 انخفض الإنتاج الصناعي بنسبة 80٪ وتراجعت البنية التحتية الضعيفة بالفعل. ترك الكروات الحرب الأكثر ازدهارا. تُركت الشركات اليوغوسلافية السابقة بدون مقرات كانت موجودة في أراضي الجمهورية الكرواتية في البوسنة والهرسك. كان مقر جميع البنوك في سراييفو.
لم يكن لدى الجمهورية الكرواتية في البوسنة والهرسك بنك مركزي. تم الحصول على قروض من البنوك التجارية المحلية مما يعني أن العجز تم تمويله من قبل القطاع الحقيقي والأسر. كان على الفروع المصرفية الأجنبية إغلاق عملياتها بشكل قانوني وإعادة التسجيل كبنوك جديدة في البوسنة والهرسك بعد إعلان الاستقلال. كان أهم بنك في الجمهورية الكرواتية في البوسنة والهرسك هو بنك موستار كرواتيا وكان ثاني أكبر بنك هو بنك بوستانسكا كرواتيا. كانت العملة الرسمية في الجمهورية الكرواتية في البوسنة والهرسك هي دينار البوسنة والهرسك ولكن تم استخدام عملتين متوازيين أيضا: المارك الألماني والدينار الكرواتي (فيما بعد الكونا الكرواتية).
استؤنفت إعادة الإعمار في معظم مناطق الجمهورية الكرواتية في البوسنة والهرسك بعد وقت قصير من توقيع اتفاقية واشنطن. كانت العمالة المدنية في الجمهورية الكرواتية في البوسنة والهرسك في عام 1994 حوالي 20٪ من مستواها قبل الحرب. في عام 1995 كان معدل نمو الإنتاج الصناعي في المناطق ذات الأغلبية الكرواتية 25٪ ونما متوسط الأجور بنسبة 35٪ ونمو العمالة 69٪. تم تسجيل أعلى نمو في إنتاج الخرسانة. كان متوسط الأجر الشهري 250 ماركا ألمانيا وتلقى كل موظف تكملة غذائية شهرية بقيمة 50 مارك ألماني. قُدرت البطالة بنحو 50٪ من إجمالي القوى العاملة في منتصف عام 1995. قُدِّر نمو الناتج المحلي الإجمالي في اتحاد البوسنة والهرسك بنسبة 28٪ في عام 1995 مدعوما بتجديد التحالف الكرواتي البوسني بينما انخفض الناتج المحلي الإجمالي في جمهورية صرب البوسنة بنسبة 23٪.

## الجيش

علم مجلس الدفاع الكرواتي.

مجلس الدفاع الكرواتي (بالكرواتية: Hrvatsko vijeće obrane, HVO) تم تشكيله في 8 أبريل 1992 وكان الجيش الرسمي للجمهورية الكرواتية في البوسنة والهرسك على الرغم من أن تنظيم وتسليح القوات العسكرية الكرواتية البوسنية بدأ في أواخر عام 1991. كل منطقة من مناطق الجمهورية الكرواتية في البوسنة والهرسك كان مسؤولا عن الدفاع عن نفسه حتى تم تشكيل أربع مناطق عمليات مع مقرات في موستار وتوميسلافغراد وفيتيز وأوراشي. ومع ذلك كانت هناك دائما مشاكل في تنسيق مناطق العمليات. في 15 مايو 1992 تم إنشاء وزارة الدفاع مجلس الدفاع الكرواتي. بحلول ذلك الوقت تم أيضا تشكيل هيئة الأركان الرئيسية مجلس الدفاع الكرواتي وقاعدة اللوجستيات الرئيسية والشرطة العسكرية وإدارة شؤون الموظفين. كان العمود الفقري لمجلس الدفاع الكرواتي هو الألوية التي تشكلت في أواخر عام 1992 وأوائل عام 1993. كان تنظيمهم ومعداتهم العسكرية جيدة نسبيا لكن لم يكن بإمكانهم سوى القيام بعمل هجوم محلي محدود. كانت الألوية عادة مكونة من ثلاث أو أربع كتائب مشاة ثانوية مزودة بمدفعية خفيفة ومدافع هاون ومضاد للدبابات وفصائل داعمة. يتراوح عدد اللواء بين بضع مئات إلى عدة آلاف من الرجال لكن معظمهم يتراوح بين 2000 و 3000 رجل. في أوائل عام 1993 تم تشكيل الحرس الوطني لمجلس الدفاع الكرواتي من أجل تقديم الدعم للألوية. أصبحت قوات مجلس الدفاع الكرواتي منظمة بشكل أفضل مع مرور الوقت لكنها بدأت في إنشاء ألوية حراس ووحدات متنقلة من الجنود المحترفين فقط في أوائل عام 1994. قدرت بعثة مراقبة المجتمع الأوروبي قوة مجلس الدفاع الكرواتي في بداية عام 1993 بنحو 45000-55000. في يوليو 1993 قدرت وكالة المخابرات المركزية قوات مجلس الدفاع الكرواتي بـ 40.000 إلى 50.000 رجل.

## الثقافة
أسست حكومة الجمهورية الكرواتية في البوسنة والهرسك المسرح الوطني عام 1993 في موستار. منذ عام 1994 حصل على لقب المسرح الوطني الكرواتي في موستار وكان أول مسرح بالبادئة الكرواتية. المسرحية الأولى التي تم عرضها في هذا المسرح كانت خرافة عيد الميلاد لمات ماتيشيتش. تم وضع أساسات مبنى جديد في يناير 1996.

## التعليم
اعتمدت وزارة التربية والتعليم في الجمهورية الكرواتية في البوسنة والهرسك اللغة الكرواتية كلغة رسمية واتبعت البرنامج التعليمي للمدارس الكرواتية. مع تصاعد الحرب تم تعليق التدريس في المدارس وجامعة موستار في مايو 1993 لبقية العام الدراسي. نقلت كلية التربية بجامعة موستار الواقعة في غرب موستار مرافقها مؤقتا إلى مدينتي شيروكي برييغ ونيوم حيث لم تكن هناك نزاعات مسلحة كبيرة. عادت إلى موستار في عام 1994.

## الرياضة
تم إلغاء مسابقات كرة القدم المنظمة في البوسنة والهرسك في عام 1992 بسبب الحرب. بدأ دوري الجمهورية الكرواتية في البوسنة والهرسك الأول كأفضل دوري كرة قدم في 20 أبريل 1994 وتم تقسيمه إلى مجموعتين. تم تنظيم الدوري من قبل اتحاد كرة القدم في الجمهورية الكرواتية في البوسنة والهرسك. الفائز في الموسم الأول الذي تم إقامته في فصل الربيع فقط كان نادي شيروكي برييغ. تم لعب الدوري لمدة سبع سنوات حيث فاز شيروكي برييغ بخمسة ألقاب وبوسوشي بلقبين.

## الإرث

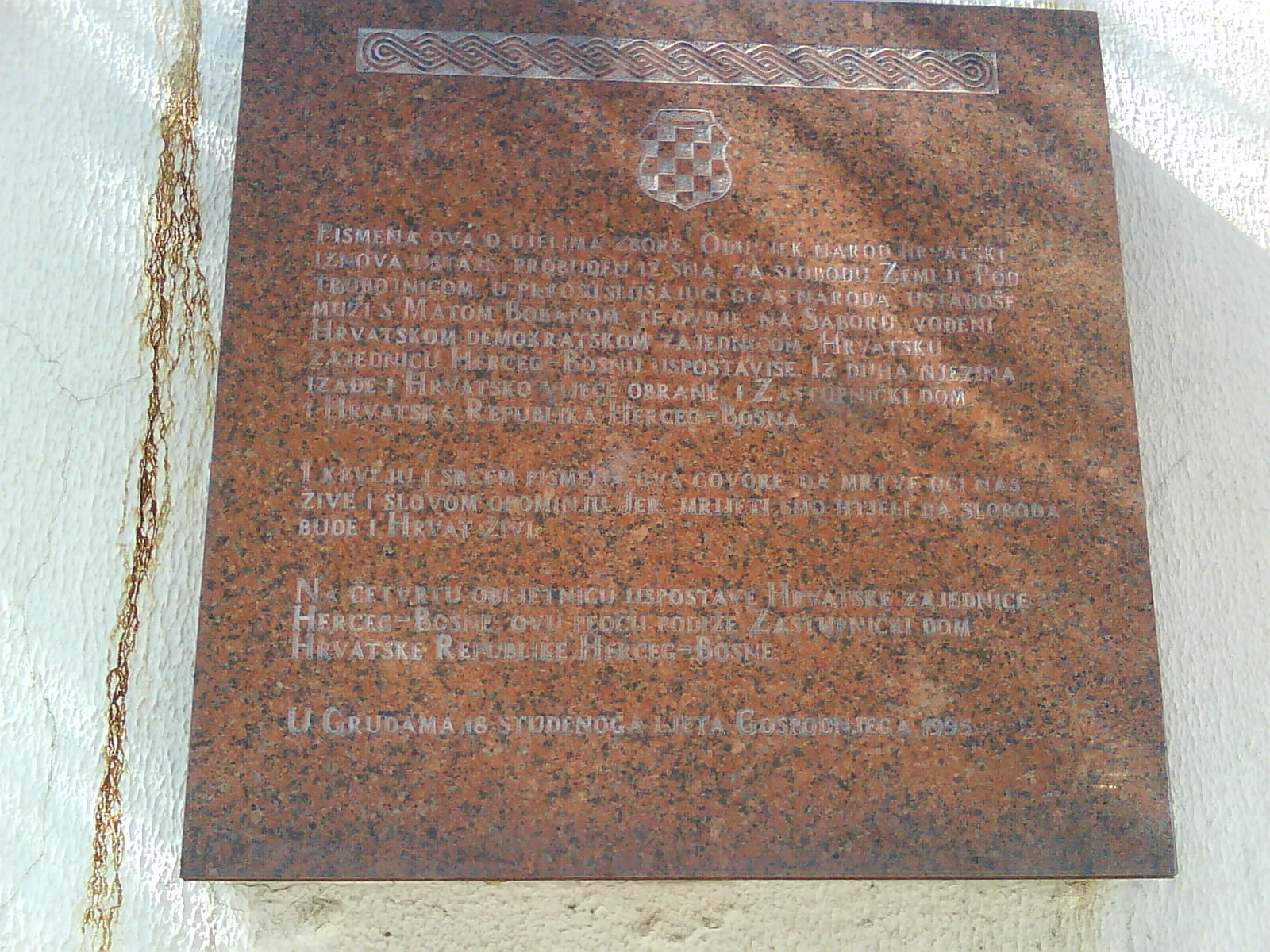
لوحة تذكارية في غرودة تكريما لماتي بوبان وزعماء الجمهورية الكرواتية في البوسنة والهرسك.

منذ عام 2005 كانت هناك محاولات من قبل الوحدويين لاستعادة الجمهورية الكرواتية في البوسنة والهرسك من خلال إنشاء كيان ثالث جديد في البوسنة والهرسك. وقد بدأ ذلك تحت قيادة إيفو ميرو يوفيتش حيث قال «لا أقصد لوم صرب البوسنة لكن إذا كانت لديهم جمهورية صربية فعلينا أيضا إنشاء جمهورية كرواتية وجمهورية بوسنية (مسلمة)». عارض الممثل الكرواتي في الرئاسة الفيدرالية البوسنية زيليكو كومشيتش ذلك لكن بعض السياسيين الكروات البوسنيين دافعوا عن إنشاء كيان ثالث (كرواتي).
قال دراغان كوفيتش رئيس أحد الأحزاب الكرواتية الرئيسية في البوسنة والهرسك الاتحاد الديمقراطي الكرواتي للبوسنة والهرسك إن «جميع الأحزاب الكرواتية ستقترح تقسيم البوسنة والهرسك إلى ثلاث كيانات عرقية على أن تكون سراييفو مقاطعة منفصلة. يجب أن يكون السياسيون الكرواتيون هم المبادرون إلى دستور جديد يضمن للكروات نفس الحقوق التي يتمتع بها الشعب الآخر. وسيكون لكل وحدة فيدرالية أجهزتها التشريعية والتنفيذية والقضائية». وادعى أن نظام الكيانين لا يمكن الدفاع عنه وأن الكروات تعرضوا للاندماج وحرمانهم من الحقوق الأساسية في الاتحاد مع البوشناق.
بيتار ماتانوفيتش رئيس المجلس الوطني الكرواتي عارض إنشاء كيان ثالث مدعيا أن تقسيم البوسنة والهرسك إلى أربع وحدات فيدرالية (ثلاثة كيانات مقترحة على أساس عرقي بالإضافة إلى سراييفو ككيان محايد) من شأنه أن يؤدي إلى حرب جديدة. وأضاف أنه «علينا إقامة دولة البوسنة والهرسك وفقا للمعايير الأوروبية ومن ثم تنظيم الكيانات. ويبدو لي أن هذه الاتفاقية تنطوي على نية لتقوية الكيانات وإضعاف البلاد». ستيبان ميسيتش رئيس كرواتيا السابق عارض إنشاء كيان ثالث قائلا: «إذا لم يعمل التقسيم الحالي للبوسنة والهرسك إلى كيانين فلن يعمل مع ثلاثة كيانات».

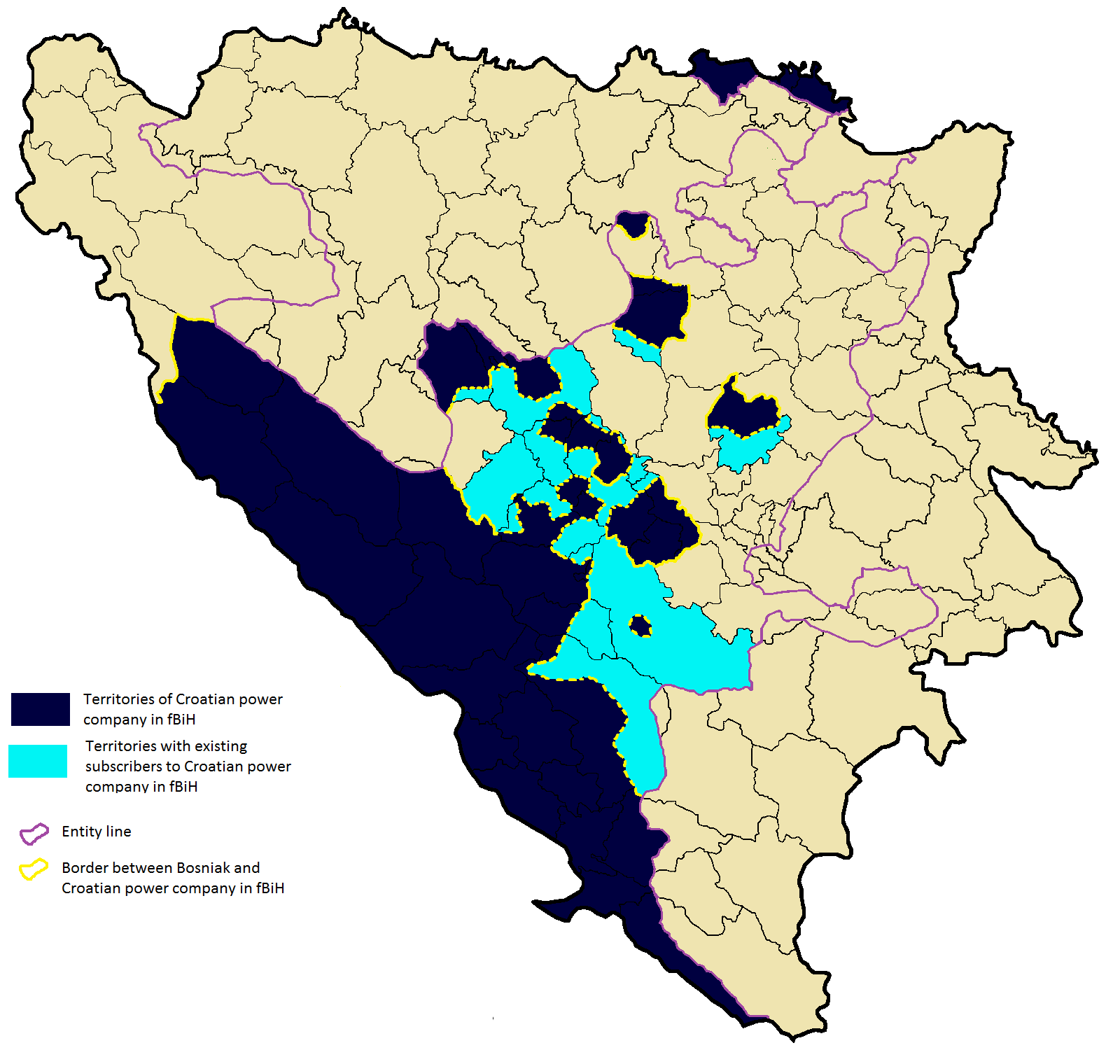
اقترحت مجموعة الأزمات الدولية وحزب الفلاحين الكرواتيين منطقة تشغيل شركة المرافق التابعة للجمهورية الكرواتية في البوسنة والهرسك والتي تتوافق تقريبا مع منطقة السيطرة السياسية والمؤسسية في الجمهورية الكرواتية في البوسنة والهرسك في 1995-1997 على أنها المنطقة المؤقتة للكيان الكرواتي.

في عام 2009 دعا ميروسلاف تودجمان نجل الراحل فرانيو تودجمان إلى إنشاء كيان كرواتي. صرح كوفيتش «نريد أن نعيش في البوسنة والهرسك حيث سيكون الكروات متساويين مع الشعبين الآخرين وفقا للدستور».
في عام 2013 أدين ستة قادة سياسيين وعسكريين من الجمهورية الكرواتية في البوسنة والهرسك يادرانكو برليتش وبرونو ستوجيتش وسلوبودان برالياك وميليفوي بيتكوفيتش وفالنتين تشوريتش وبيريسلاف بوشيتش في حكم ابتدائي من قبل المحكمة الجنائية الدولية ليوغوسلافيا السابقة لكونهم جزءا من مشروع إجرامي مشترك ضد السكان غير الكروات في البوسنة والهرسك. حكمت المحكمة الجنائية الدولية ليوغوسلافيا السابقة أيضا بأغلبية أن تودجمان وشوشاك وبوبان كانوا جزءا من المشروع الإجرامي المشترك الذي كان هدفه ضم أو السيطرة على الأراضي التي كانت جزءا من بانوفينا الكرواتية في عام 1939. أصدر القاضي جان كلود أنتونيتي رئيس المحكمة في المحاكمة رأيا منفصلا اعترض فيه على فكرة المشروع الإجرامي المشترك.
تم العثور على سلوبودان برالياك وآخرين (برليتش وستوييتش وبيتكوفيتش وتشوريتش وبوشيتش) مذنبين بارتكاب انتهاكات لقوانين الحرب وجرائم ضد الإنسانية وانتهاكات لاتفاقيات جنيف أثناء الحرب الكرواتية البوسنية من قبل المحكمة الجنائية الدولية ليوغوسلافيا السابقة في نوفمبر 2017.
في فبراير 2017 قال رئيس حزب الفلاحين الكرواتي في البوسنة والهرسك ماريو كاراماتيتش إن حزبه سيطالب بإعادة تأسيس الجمهورية الكرواتية في البوسنة والهرسك في شكلها في عام 1995 إذا انفصلت جمهورية صرب البوسنة. أعلن كاراماتيتش أن الكروات «خدعوا» باتفاقية واشنطن لعام 1994 الذي ألغى الجمهورية الكرواتية في البوسنة والهرسك وأسس الاتحاد الكرواتي البوسني والذي تم «كسره» أيضا مرات عديدة وأن الكروات لديهم الحق في التراجع إلى الوضع السابق أي الجمهورية الكرواتية في البوسنة والهرسك. وبقدر ما يتعلق ب الجمهورية الكرواتية في البوسنة والهرسك المؤقتة اقترح كاراماتيتش المنطقة التي يخدمها مرفق الكهرباء إلكتروبريفريدا والتي تغطي معظم مناطق السكن الكرواتي.
يتم الاحتفال بيوم 18 نوفمبر كعطلة في كانتون غرب الهرسك باعتباره يوم تأسيس الجمهورية الكرواتية في البوسنة والهرسك. استخدم أحد الكانتونات التابعة للاتحاد اسم «كانتون هرسك البوسنة» ولكن اعتبر هذا الاسم غير دستوري من قبل المحكمة الدستورية الاتحادية ويشار إليه رسميا باسم كانتون 10. تم وضع لوحة تذكارية على شرف الجمهورية الكرواتية في البوسنة والهرسك وماتي بوبان في وسط مدينة غرودة.

## وصلات خارجية
- نص اتفاقية واشنطن (بالإنجليزية)